# Hügelmeisterspanner
Der Hügelmeisterspanner (Cataclysme riguata), auch Hügelmeier-Blattspanner genannt, ist ein Schmetterling (Nachtfalter) aus der Familie der Spanner (Geometridae).

## Merkmale

### Falter
Die Flügelspannweite der Falter beträgt 20 bis 23 Millimeter. Die Grundfarbe der Vorderflügel variiert von rotbraun bis zu graubraun. Auf den Vorderflügeln befinden sich mehrere weißliche, wellige Querlinien, die sich zuweilen nur schwach abheben. Die das Mittelfeld begrenzenden Linien treten stärker hervor. Am äußersten Rand des Saumes verläuft meist ein sehr dünner schwarzer, unterbrochener Streifen. Auf den Hinterflügeln sind mehrere helle Wellenlinien erkennbar. Diskalflecke fehlen.

### Ei, Raupe, Puppe
Das oval geformte Ei hat eine kräftig gelbe Farbe. Die Mikropylrosette ist sechsblättrig.
Erwachsene Raupen sind rosa bis rotbraun gefärbt und zeigen einen hellen Seitenstreifen sowie vom sechsten bis zum neunten Segment auf dem Rücken eine dunkle Winkelzeichnung.
Die Puppe hat eine glänzend rotbraune Farbe und zwei kurze Dornen am Kremaster.

## Geographische Verbreitung und Vorkommen
Das Verbreitungsgebiet des Hügelmeisterspanners erstreckt sich von der Iberischen Halbinsel durch West- und Mitteleuropa bis zu den mittelasiatischen Gebirgen. Die Wärme liebende Art lebt bevorzugt auf kalkhaltigen Böden und ist auf sonnigen Hängen, heißen Ödländereien und Sandrasenflächen anzutreffen.

## Lebensweise
Die Falter einer ersten Generation fliegen von Ende April bis Anfang Juni. Eine zweite Generation erscheint lückenhaft in den Monaten Juli und August. Zuweilen saugen die Falter tagsüber an den Blüten der Berberitze (Berberis vulgaris). Nachts besuchen sie künstliche Lichtquellen. Die Raupen ernähren sich unter anderem von Hügel-Meier (Asperula cynanchica), Gänseblümchen (Bellis perennis) und Labkrautarten (Galium). Die Art überwintert als Puppe.

## Gefährdung
Der Hügelmeisterspanner kommt in Deutschland lokal vor, fehlt jedoch in den nördlichen und nordöstlichen Regionen und wird auf der Roten Liste gefährdeter Arten in Kategorie 2 (stark gefährdet) geführt.